# Partido Demócrata (1902)
El Partido Demócrata fue un partido político argentino fundado en septiembre de 1901 por dirigentes de antigua militancia en el radicalismo, y algunos autonomistas nacionales disgustados con la conducción del partido, para enfrentar en las elecciones legislativas de marzo de 1902 a la fórmula del Acuerdo, compuesta por el sector del PAN que respondía al presidente Julio Argentino Roca y la Unión Cívica Nacional que respondía al general Bartolomé Mitre en la Capital Federal, y al acuerdo entre el PAN y el radicalismo bernardista en la provincia de Buenos Aires. Fue el primer partido político argentino en usar la dominación "Demócrata".

## Historia
El director de El Tiempo Carlos Vega Belgrano junto a Rodolfo Rivarola, organizaron una reunión el 10 de agosto de 1901 con la presencia de varios radicales: Carlos Rodríguez Larreta, Martín Torino, Víctor M. Molina, Domingo Demaría, Lisandro de la Torre, Leopoldo Melo, Horacio Beccar Varela, Román Pacheco, entre otros y resolvieron apoyar el movimiento de la juventud iniciado unos meses antes. Como resultado de esa reunión, a finales de septiembre de 1901, quedó constituido el nuevo Partido Demócrata. Carlos Vega Belgrano, Víctor Molina, Rodolfo Rivarola y David Peña fueron algunos de sus impulsores. A finales de noviembre, en un escrito de Rivarola, este nuevo partido definió su postura contraria al acuerdo del radicalismo (de tendencia bernardista) con el autonomismo: “Efectivamente, el Partido Radical, cuando existía, no estaba con Roca ni con Mitre ni con Pellegrini, ni con el Acuerdo y en esto se le parecería el Partido Demócrata. Digo cuando existía, porque niego el derecho de usar el nombre de Partido Radical a las fracciones dispersas sin soldadura posible, algunas de las cuales entran por todos los acuerdos imaginables, y otras distraen en la inacción y en el retiro las fuerzas vivas que debieran incorporar a la reacción cívica.”
En los meses siguientes el Partido Demócrata fue ganando nuevos adeptos como Álvaro Pinto (que sería nombrado presidente de la Junta de gobierno del partido en Buenos Aires) y Bartolomé Galiano (que se sumó al partido en agosto de 1902), ambos hombres provenientes de las filas del radicalismo bernardista, como de dirigentes disconformes con la conducción del PAN, como Roque Sáenz Peña.
El 5 de marzo, se congrega la convención del flameante partido, presidida por el ingeniero Luis A. Huergo. En dicha convención anunciaron la lista de candidatos a diputados nacionales para la Capital Federal: Luis A. Huergo, Roque Sáenz Peña, Carlos A. Estrada, Víctor M. Molina, Carlos Vega Belgrano, Baldomero Llerena, Román Pacheco, Gerónimo de la Serna, Carlos Guerrero, José J. Araujo, y Avelino Sánchez Viamonte. Otro destacado miembro del joven partido era Eliseo Cantón. 
En los comicios del 9 de marzo, el Partido Demócrata resultó derrotado por la fórmula del Acuerdo y fueron electos como diputados nacionales: Alberto Capdevila, Julián Martínez (h), Benjamín Victorica, Pedro O. Luro, Juan José Romero, Pedro M. Cernadas, Belisario Roldán, Emilio Gouchón, Juan Antonio Argerich Elizalde, Adolfo Orma, y Rufino Antonio Martínez.
Los demócratas denunciaron que se les cometió fraude, especialmente en la parroquia de San Bernardo donde: "El fraude asumió proporciones tan escandalosas que excluyen hasta la posibilidad dentro del decoro institucional, de que sea tomado en cuenta...". Por lo tanto se pretendió, sin resignación, prolongar la campaña, denunciando y persiguiendo los fraudes con el divulgado propósito de obtener, por lo menos, las anulaciones indispensables para validar el diploma de Roque Sáenz Peña. Se le pidió al general Mitre si podía intervenir en favor de esto, Mitre había prestigiado el acuerdo pero había condenado los excesos que cometieron sus partidarios. El anciano senador intento intervenir pero sus reclamos cayeron en oídos sordos y la predica de los demócratas cayo en el vacío; los editoriales que la alimentaban cambiaron de tema y ninguno de los proyectos alcanzó su curso. Según la costumbre de los tiempos, la oposición electoral se desvaneció en la indiferencia, hasta la próxima convocatoria y subsiguiente acceso de civismo.  
Poco tiempo después de la elección, el Partido Demócrata dejó de existir y al año siguiente la mayoría de los dirigentes que la integraban pasaron a formar parte de la reorganización de la Unión Cívica Radical bajo el mando de Hipólito Yrigoyen, y otros sector pasaría a formar parte de las filas del recientemente creado Partido Autonomista, que lideraba Carlos Pellegrini.